# Col des Quatre Vios
Le col des Quatre Vios est un col routier des monts d'Ardèche, dans le Massif central.

## Géographie
Le col est situé sur le territoire de la commune de Marcols-les-Eaux, dans le département de l'Ardèche et la région Auvergne-Rhône-Alpes, à 1 149 mètres d'altitude.
Il se situe à 12,5 kilomètres du village de Saint-Julien-du-Gua, à 6 kilomètres de Mézilhac et à 10,6 kilomètres de Saint-Pierreville.
Il se trouve dans le périmètre du parc naturel régional des Monts d'Ardèche.

## Accès
On y accède par la route départementale D 122 et la route départementale D 211. 